# Wrestle-1
La Wrestle-1 (fréquemment abrégé en W-1) est une fédération de catch japonaise fondée et dirigée par Keiji Mutō. Cette fédération est créée à la suite du départ de ce dernier de l'All Japan Pro Wrestling (AJPW) avec un grand nombre de catcheurs de cette fédération à l'été 2013. Mutō souhaite proposer un style de catch plus proche du divertissement sportif à l'opposé de ce que fait l'All Japan Pro Wrestling qui met plus l'accent sur la dimension sportive.
Dès sa création, la W-1 noue des partenariats avec des fédérations japonaises comme la Big Japan Pro Wrestling et étrangères notamment la Total Nonstop Action Wrestling. Ce partenariat prend fin en mai 2015.

## Historique

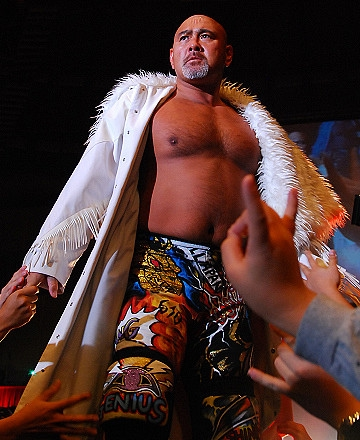
Keiji Mutō, le fondateur de la Wrestle-1.

De septembre 2002 à juin 2011, Keiji Mutō occupe le poste de président de l'All Japan Pro Wrestling (AJPW) et en devient le principal actionnaire. En novembre 2012, la société Speed Partners rachète toutes les parts de l'AJPW pour 200 000 000 de yens (un peu plus de 1 900 000 euros),,. Fin mai 2013, le président de Speed Partners Nobuo Shiraishi renvoie le président de l'AJPW Masayuki Uchida afin de prendre sa place à partir du premier juin. Mutō quitte le conseil d'administration de l'entreprise en soutien d'Uchida et tente de racheter les parts de Speed Partners sans succès,. Courant juin, un grand nombre de catcheurs de l'AJPW quitte cette fédération pour rallier le projet de Mutō parmi eux l'ancien sumo Ryota Hama et Kaz Hayashi,.  
Le 10 juillet, Mutō tient une conférence où il annonce la création de la Wrestle-1, dont le nom est celui d'une fédération active entre 2002 et 2005 pour organiser des spectacles de catch en partenariat avec le K-1 et la Pride Fighting Championships. Dans cette conférence, il déclare qu'il souhaite mettre plus l'accent sur le divertissement sportif contrairement à l'All Japan Pro Wrestling, qu'il envisage des partenariats avec des fédérations américaines et européennes afin d'avoir un « véritable » titre mondial. De plus il souhaite ouvrir une division féminine, ce qui est une chose rare au Japon,. Ce jour-là, beaucoup de catcheurs de l'All Japan sont présents. Fin juillet, Mutō part aux États-Unis où il rencontre Jeff Jarrett et d'autres dirigeants de la Total Nonstop Action Wrestling (TNA). Cette rencontre permet début septembre de nouer un partenariat avec la TNA.
Le premier spectacle de la W-1 a lieu le 8 septembre où des catcheurs de la Big Japan Pro Wrestling et de la Pro Wrestling Zero1 participent, de plus Kenta Kobashi est un des commentateurs.
Le 2 mars 2014 a lieu Wrestle-1/TNA Outbreak, le premier spectacle organisé en partenariat avec la TNA. Ce jour-là, Seiya Sanada devient champion de la division X de la TNA et Kai perd face au champion du monde poids-lourds de la TNA Magnus. Le premier septembre, la W-1 annonce l'organisation d'un tournoi pour désigner le premier champion de la W-1, suivi de l'organisation du tournoi désignant les premiers champions par équipes de la W-1,. Il voit la victoire de Masayuki Kōno sur Kai en finale le 8 octobre. Quatre jours après la finale de ce tournoi, la TNA vient au Japon pour organiser Bound for Glory, un des principaux spectacles en paiement à la séance de la TNA. La fédération américaine laisse la W-1 s'occuper de toute la production, ce qui crée des tensions. Ce partenariat avec la TNA prend officiellement fin en mai 2015,.
En juillet 2015, la W-1 annonce l'organisation du tournoi WRESTLE-1 Grand Prix 2015, un tournoi individuel qui va avoir lieu du 2 au 30 août. Il voit la victoire de Manabu Soya en finale face à Shūji Kondō. 
Fin février 2020, Keiji Mutō et Kaz Hayashi annoncent dans une conférence de presse la fermeture définitive de la W-1 et de son dojo car la fédération perd de l'argent depuis sa création. Le dernier spectacle de cette fédération a lieu le 1er avril 2020.

## Championnats actuels
| Championnats                            | Champion(s)                                  | Durée                      | Date de victoire | Lieu     | Réf.   |
| --------------------------------------- | -------------------------------------------- | -------------------------- | ---------------- | -------- | ------ |
| Wrestle-1 Championnship                 | Shotaro Ashino                               | 7 ans, 11 mois et 22 jours | 20 mars 2017     | Tokyo    | [ 22 ] |
| Wrestle-1 Tag Team Championship         | Kaz Hayashi et Shūji Kondō                   | 7 ans, 6 mois et 12 jours  | 2 septembre 2017 | Yokohama | [ 23 ] |
| Wrestle-1 Cruiser Division Championship | Andy Wu                                      | 7 ans, 7 mois et 26 jours  | 16 juillet 2017  | Osaka    | [ 24 ] |
| UWA World Trios Championship            | Ganseki Tanaka, Manabu Soya et NOSAWA Rongai | 7 ans, 8 mois et 24 jours  | 18 juin 2017     | Shizuoka | [ 25 ] |
| F-1 Tag Team Championship               | Keiji Muto et Kannazuki                      | 9 ans, 5 mois et 5 jours   | 9 octobre 2015   | Tokyo    | [ 26 ] |
| Wrestle-1 Result Championship           | Takanori Ito                                 | 7 ans, 6 mois et 12 jours  | 2 septembre 2017 | Yokohama | [ 23 ] |